# Biotrágya
A biotrágya elnevezés alatt ma olyan készítményeket értünk, amelyek a talajéletben, és a növények tápanyagellátásában fontos szerepet betöltő élő mikroorganizmusokat tartalmaznak. A hangsúly az élő mikroorganizmusokon van.
A biotrágyák felértékelődésének több oka van. A leglényegesebb az, hogy a hagyományos műtrágyák jelentősen megdrágultak, az állatállomány drasztikus csökkenése miatt kevesebb a szervestrágya, miközben megnőtt az igény az egészségesebb táplálkozás iránt.
Alkalmazásukkal olyan mikroorganizmusokat juttatunk a talajba, amelyek egyébként is részesei a talajéletnek, csak a mezőgazdaságban bekövetkezett kedvezőtlen változások miatt a számuk jelentősen csökkent.

## Hatásuk
Mi is a biotrágyák hatásának lényege? A talaj komplex, élő rendszer. Az egyszerű mikroorganizmusoktól a gerinces állatokig számtalan élőlény lakja. A gazdasági növények gyökereinek ebben a közegben kell a megfelelő mennyiségű tápanyagot felvenniük, miközben a talajélet valamennyi résztvevője a talajban található tápanyagokra utalt. A talajban élő élőlények között verseny van a talaj tápanyagkészletéért és ennek a versengésnek részesei a talajlakó baktériumok, de a biotrágyával talajba juttatott baktériumok is.
A talaj tápanyagkészlete durván két csoportba osztható. Vannak a felvehető tápanyagok és vannak az oldhatatlan, a növények számára csak nehezen, vagy egyáltalán nem felvehető tápanyagok. Ez utóbbiakat mobilizálni, oldhatóvá kell tenni, ahhoz, hogy a talajoldatba kerülhessenek, majd a gyökérszőrök közelébe jutva a növény által felvehetők legyenek.
Aktív talajélet esetén a baktériumok által kiválasztott szerves savak oldhatóvá teszik a nehezen oldódó tápanyagokat (pl. foszfor) amit a növények is képesek felvenni.

### Tarlómaradványok lebontása
A biotrágyák egy kis csoportja speciális tulajdonsággal is bír. A fentebb leírt hatások mellett hatékonyan bontják a tarlómaradványokat, amivel rövid időn belül a növények számára is felvehetővé alakítják az elhalt növényi részekben felhalmozott tápanyagokat.
A nagy tömegű tarlómaradványok kezelése több szempontból is igen fontos. A bontásuk során jelentős mennyiségű, a növények számára felvehető tápanyag kerül a talajba, többnyire kolloidokhoz kötötten. A tarlómaradványok mineralizálódásának gyorsasága gazdasági szempontból is igen fontos.

## Magyarországi helyzet
A Magyarországon forgalmazott biotrágyák több baktérium törzset tartalmaznak. Szinte mindegyikben megtalálható az Azotobacter faj, amely képes a levegő nitrogénjét megkötni és a baktérium későbbi mineralizálódásával a megkötött nitrogént a növény számára felvehetővé tenni. Ebben az esetben még inkább fontosak a talajviszonyok, ugyanis a nitrogén megkötéséhez a baktériumnak rengeteg energiára és oxigénre van szüksége, azaz levegőtlen, tömörödött talajon a molekuláris nitrogén megkötése lehetetlen.

## Külső hivatkozások
Phylazonit bio-baktériumtrágya Aktív talajélet, erősebb gyökérzet, kevésbé szennyezett vizek, kisebb nehézfémfelvétel a Phylazonit biotrágyával.